# Carrazedo (Amares)
Carrazedo ist eine Gemeinde im Norden Portugals.
Carrazedo gehört zum Kreis Amares im Distrikt Braga, besitzt eine Fläche von 2,7 km² und hat 723 Einwohner (Stand 19. April 2021).

## Bauwerke
- Capela de Nossa Senhora da Apresentação